# Boyalık
Boyalık ist ein Dorf im Landkreis Sarıkaya der türkischen Provinz Yozgat. Boyalık liegt etwa 113 km östlich der Provinzhauptstadt Yozgat und 76 km nordöstlich von Sarıkaya. Boyalık hatte laut der letzten Volkszählung 86 Einwohner (Stand Ende Dezember 2010). Die Bevölkerung besteht hauptsächlich aus Osseten.